# Schweinsgalopp (Roman)
Schweinsgalopp (Originaltitel: Hogfather) ist der zwanzigste Scheibenwelt-Roman von Terry Pratchett. Er wurde 1996 veröffentlicht und 1997 für den British Fantasy Award nominiert. Ort der Handlung sind Ankh-Morpork und Umgebung. Schweinsgalopp gehört zu den Tod-Geschichten, weshalb Tod und seine Enkelin Susanne Sto Helit eine prominente Rolle bei der Rettung des Weihnachtsfestes und letztlich der ganzen Scheibenwelt spielen. Die Figur des Schneevaters wird als feste Größe in der Scheibenwelt etabliert. Er tritt danach auch in späteren Romanen in Nebenrollen auf. Schweinsgalopp streift die Themen Weihnachten, Silvester, Kraft des Glaubens, ökonomische Gerechtigkeit sowie kindliche Albträume.

## Handlung
Ein weiteres Mal versuchen die Revisoren, die Buchhalter des Universums (englisch: „Auditors“), die schon in Alles Sense den Tod in Rente schickten, dem Leben auf der Scheibenwelt Probleme zu machen.
Sie schließen mit der Assassinengilde einen 3-Million-Dollar-Kontrakt zur Ermordung des Schneevaters (engl. Hogfather, das Scheibenweltäquivalent des Weihnachtsmanns) ab, den Herr Kaffeetrinken (engl. Teatime, ausgesprochen „Teh-ah-tim-eh“), ein selbst für die Assassinen ziemlich irrer Mörder, annimmt. Sein Plan gelingt nicht vollständig, der Schneevater ist durch den Mordanschlag jedoch derart geschwächt, dass er seinen Pflichten nicht mehr nachkommen kann. Silvester muss der Schneevater mit seinem von vier Schweinen gezogenen Schlitten alle Wünsche erfüllen, die Kinder auf ihre Wunschzettel geschrieben haben, anderenfalls würde am Neujahrsmorgen die Sonne nicht aufgehen.
Niemand glaubt mehr wirklich an diese Legende, aber sowohl der Tod als auch die Revisoren wissen, dass sie stimmt. Notgedrungen schlüpft also der Tod selbst in diese Rolle und liefert, als Schneevater verkleidet, Geschenke aus. Es gilt, um jeden Preis den Glauben an den Schneevater am Leben zu erhalten. Der Tod findet regelrecht Gefallen an diesem neuen Job, immerhin wurde er noch nie so sehnsüchtig erwartet.
Zunehmende Kommerzialisierung und süßliche Klischees des Weihnachtsfestes kommen in einigen absurden Szenen zum Ausdruck. In einem Kaufhaus Ankh-Morporks nimmt der den Schneevater mimende Tod den Platz ein, der eigentlich für einen als Schneevater verkleideten Schauspieler reserviert ist. Statt künstlicher Schweine umlagern zum Entzücken der Kinder nur borstige, stinkende und dampfend urinierende Wildschweine den grobklotzigen Schlitten des Schneevaters. Die Kleinen bekommen außerdem genau das, was sie sich zu Weihnachten wünschen, egal, wie teuer oder gefährlich diese Wünsche sind.
Susanne Sto Helit, des Tods Enkelin, muss dafür die Suche nach dem Schneevater übernehmen. Sein plötzliches Verschwinden hat auf der Scheibenwelt ein gewaltiges Glaubensvakuum hinterlassen, das sich nun selbsttätig zu füllen beginnt. Alle möglichen und unmöglichen Kreaturen gewinnen an Realität. Die Kraft des Wortes, vor allem wenn das Wort von einem Zauberer ausgesprochen wird, gewinnt ganz neue Bedeutung. So erscheint der Warzengnom, eine Haarausfallfee, der Sockenvertilger, die Gutelaunefee und zu guter Letzt, der O-Gott-des-Katzenjammers.
Mit Hilfe des O-Gott-des-Katzenjammers ermittelt Susanne, wie der Angriff auf den Schneevater erfolgte und wo sich die Bösewichte aufhalten. Es ist das Schloss der Zahnfee, wo der Assassine mit Hilfe des ältesten Voodoo durch die gesammelten Zähne den Glauben der Kinder an den Schneevater erschüttert. Susannes Versuch, dem bösen Treiben Einhalt zu gebieten, endet fast in einer Katastrophe. Herr Kaffeetrinken erweist sich zunächst als ihr gewachsen.

## Verfilmung
Am 25. und 27. Dezember 2006 strahlte der Fernsehsender Sky One eine zweiteilige TV-Adaption des Romans aus unter dem Titel Terry Pratchett's Hogfather. Die Verfilmung mit einem Budget von 6 Mio. GBP wurde in den Three Mills Studios in London gedreht und war die erste Sky-Eigenproduktion, welche gänzlich in HD aufgenommen wurde. Als Darsteller wurden – neben etlichen Nachwuchsschauspielern – unter anderem Joss Ackland (Mustrum Ridcully) und David Jason (Albert) gewonnen.
Die deutsch synchronisierte Version Hogfather – Schaurige Weihnachten kam im Dezember 2007 in Deutschland auf DVD in den Handel, zeitgleich zur Ausstrahlung im deutschen Fernsehen am 25. Dezember auf ProSieben. Das deutsche Dialogbuch stammte von Masen Abou-Dakn und orientierte sich eng an der deutschen Romanfassung.

## Ausgaben
- Taschenbuch, Goldmann, 1998, ISBN 3-442-41631-0
- gekürztes Hörbuch, Sprecher: Rufus Beck, ISBN 3-86604-721-5
- ungekürztes Hörbuch, 2011, Sprecher: Volker Niederfahrenhorst